# Maple Plain (Wisconsin)
Maple Plain es un pueblo ubicado en el condado de Barron en el estado estadounidense de Wisconsin. En el Censo de 2010 tenía una población de 803 habitantes y una densidad poblacional de 8,63 personas por km².

## Geografía
Maple Plain se encuentra ubicado en las coordenadas 45°36′25″N 92°4′59″O / 45.60694, -92.08306. Según la Oficina del Censo de los Estados Unidos, Maple Plain tiene una superficie total de 93.07 km², de la cual 86.3 km² corresponden a tierra firme y (7.28%) 6.78 km² es agua.

## Demografía
Según el censo de 2010, había 803 personas residiendo en Maple Plain. La densidad de población era de 8,63 hab./km². De los 803 habitantes, Maple Plain estaba compuesto por el 81.57% blancos, el 0.25% eran afroamericanos, el 16.06% eran amerindios, el 0.5% eran asiáticos, el 0% eran isleños del Pacífico, el 0.5% eran de otras razas y el 1.12% pertenecían a dos o más razas. Del total de la población el 1.12% eran hispanos o latinos de cualquier raza.